# 斯特凡妮·伯勒尔
斯特凡妮·伯勒尔（德語：Stefanie Böhler，1981年2月27日—），德国女子越野滑雪运动员。她曾代表德国参加2006年、2010年、2014年和2018年冬季奥林匹克运动会越野滑雪比赛，获得一枚银牌和一枚铜牌。